# Weltmeisterschaften im Gewichtheben 1985
Die 59. Weltmeisterschaften im Gewichtheben der Männer fanden vom 23. August bis 1. September 1985 in der schwedischen Stadt Södertälje statt. An den von der International Weightlifting Federation (IWF) im Zweikampf (Reißen und Stoßen) ausgetragenen Wettkämpfen nahmen 195 Gewichtheber aus 38 Nationen teil.

## Medaillengewinner

### Männer

#### Klasse bis 52 Kilogramm
| Disziplin | Gold             | Gold     | Silber        | Silber   | Bronze          | Bronze   |
| --------- | ---------------- | -------- | ------------- | -------- | --------------- | -------- |
| Reißen    | Sewdalin Marinow | 112,5 kg | Lyu Jun-sik   | 110,0 kg | Tadeusz Golik   | 110,0 kg |
| Stoßen    | Sewdalin Marinow | 140,0 kg | Zeng Guoqiang | 135,0 kg | Wang Huanbing   | 135,0 kg |
| Zweikampf | Sewdalin Marinow | 252,5 kg | Zeng Guoqiang | 242,5 kg | Bernard Piekorz | 237,5 kg |

#### Klasse bis 56 Kilogramm
| Disziplin | Gold           | Gold     | Silber         | Silber   | Bronze       | Bronze   |
| --------- | -------------- | -------- | -------------- | -------- | ------------ | -------- |
| Reißen    | Neno Tersijski | 122,5 kg | Oksen Mirzoyan | 122,5 kg | He Yingqiang | 120,0 kg |
| Stoßen    | Neno Tersijski | 157,5 kg | Oksen Mirzoyan | 157,5 kg | He Yingqiang | 150,0 kg |
| Zweikampf | Neno Tersijski | 280,0 kg | Oksen Mirzoyan | 280,0 kg | He Yingqiang | 270,0 kg |

#### Klasse bis 60 Kilogramm
| Disziplin | Gold              | Gold     | Silber          | Silber   | Bronze       | Bronze   |
| --------- | ----------------- | -------- | --------------- | -------- | ------------ | -------- |
| Reißen    | Naim Süleymanoğlu | 142,5 kg | Jurik Sarkisjan | 137,5 kg | Andreas Letz | 127,5 kg |
| Stoßen    | Naim Süleymanoğlu | 180,0 kg | Jurik Sarkisjan | 170,0 kg | Andreas Letz | 165,0 kg |
| Zweikampf | Naim Süleymanoğlu | 322,5 kg | Jurik Sarkisjan | 307,5 kg | Andreas Letz | 292,5 kg |

#### Klasse bis 67,5 Kilogramm
| Disziplin | Gold              | Gold     | Silber                       | Silber   | Bronze       | Bronze   |
| --------- | ----------------- | -------- | ---------------------------- | -------- | ------------ | -------- |
| Reißen    | Veselin Galabarov | 150,0 kg | Michail Petrow Jouni Grönman | 145,0 kg |              |          |
| Stoßen    | Michail Petrow    | 190,0 kg | Veselin Galabarov            | 180,0 kg | Yao Jingyuan | 175,0 kg |
| Zweikampf | Michail Petrow    | 335,0 kg | Veselin Galabarov            | 330,0 kg | Yao Jingyuan | 315,0 kg |

#### Klasse bis 75 Kilogramm
| Disziplin | Gold               | Gold     | Silber             | Silber   | Bronze           | Bronze   |
| --------- | ------------------ | -------- | ------------------ | -------- | ---------------- | -------- |
| Reißen    | Andrei Socaci      | 160,0 kg | Alexander Warbanow | 160,0 kg | Mintscho Paschow | 160,0 kg |
| Stoßen    | Alexander Warbanow | 210,0 kg | Mintscho Paschow   | 197,5 kg | Andrei Socaci    | 195,0 kg |
| Zweikampf | Alexander Warbanow | 370,0 kg | Mintscho Paschow   | 357,5 kg | Andrei Socaci    | 355,0 kg |

#### Klasse bis 82,5 Kilogramm
| Disziplin | Gold            | Gold     | Silber       | Silber   | Bronze        | Bronze   |
| --------- | --------------- | -------- | ------------ | -------- | ------------- | -------- |
| Reißen    | Jurik Wardanjan | 177,5 kg | Assen Slatew | 177,5 kg | László Király | 170,0 kg |
| Stoßen    | Jurik Wardanjan | 220,0 kg | Assen Slatew | 215,0 kg | László Király | 205,0 kg |
| Zweikampf | Jurik Wardanjan | 397,5 kg | Assen Slatew | 392,5 kg | László Király | 375,0 kg |

#### Klasse bis 90 Kilogramm
| Disziplin | Gold                                            | Gold     | Silber | Silber | Bronze          | Bronze   |
| --------- | ----------------------------------------------- | -------- | ------ | ------ | --------------- | -------- |
| Reißen    | Zoltán Balázsfi Anatoli Chrapaty Wiktor Solodow | 177,5 kg |        |        |                 |          |
| Stoßen    | Anatoli Chrapaty Wiktor Solodow                 | 217,5 kg |        |        | Piotr Krukowski | 207,5 kg |
| Zweikampf | Anatoli Chrapaty Wiktor Solodow                 | 412,5 kg |        |        | Piotr Krukowski | 392,5 kg |

#### Klasse bis 100 Kilogramm
| Disziplin | Gold         | Gold     | Silber         | Silber   | Bronze         | Bronze   |
| --------- | ------------ | -------- | -------------- | -------- | -------------- | -------- |
| Reißen    | Andor Szanyi | 185,0 kg | Nicu Vlad      | 185,0 kg | Pawel Kusnezow | 185,0 kg |
| Stoßen    | Andor Szanyi | 230,0 kg | René Wyßuwa    | 225,0 kg | Pawel Kusnezow | 222,5 kg |
| Zweikampf | Andor Szanyi | 415,0 kg | Pawel Kusnezow | 407,5 kg | Nicu Vlad      | 405,0 kg |

#### Klasse bis 110 Kilogramm
| Disziplin | Gold               | Gold     | Silber              | Silber   | Bronze              | Bronze   |
| --------- | ------------------ | -------- | ------------------- | -------- | ------------------- | -------- |
| Reißen    | Juri Sacharewitsch | 190,0 kg | Norberto Oberburger | 180,0 kg | Miloš Čiernik       | 175,0 kg |
| Stoßen    | Juri Sacharewitsch | 232,5 kg | Miloš Čiernik       | 222,5 kg | Norberto Oberburger | 217,5 kg |
| Zweikampf | Juri Sacharewitsch | 422,5 kg | Miloš Čiernik       | 397,5 kg | Norberto Oberburger | 397,5 kg |

#### Klasse über 110 Kilogramm
| Disziplin | Gold            | Gold     | Silber               | Silber   | Bronze            | Bronze   |
| --------- | --------------- | -------- | -------------------- | -------- | ----------------- | -------- |
| Reißen    | Antonio Krastew | 202,5 kg | Alexander Gunjaschew | 195,0 kg | Leonid Taranenko  | 185,0 kg |
| Stoßen    | Senno Salzwedel | 237,5 kg | Alexander Gunjaschew | 237,5 kg | Manfred Nerlinger | 237,5 kg |
| Zweikampf | Antonio Krastew | 437,5 kg | Alexander Gunjaschew | 432,5 kg | Manfred Nerlinger | 422,5 kg |